# Monolistra (Typhlosphaeroma) pavani
Monolistra (Typhlosphaeroma) pavani is een pissebed uit de familie Sphaeromatidae. De wetenschappelijke naam van de soort is voor het eerst geldig gepubliceerd in 1942 door Arcangeli.